# Ogni mattina
Ogni mattina è stato un programma televisivo italiano, andato in onda su TV8 dal 29 giugno 2020 al 25 giugno 2021.
Il programma andava in onda in diretta dal lunedì al venerdì dalle ore 9:45 alle 11:35 con la conduzione di Adriana Volpe.

## Il programma
Il programma, in onda dal lunedì al venerdì, nasce con l'intento di "accendere" la fascia della tarda mattinata di TV8, con una pausa dalle 12:00 alle 12:30 circa per dare spazio al TG8, telegiornale della rete che ha debuttato nella medesima data. Il programma, tra i cui autori figura Alessandro Banfi nel ruolo di capo progetto, vede inoltre la partecipazione di altri volti noti della televisione italiana come:
- Flora Canto, Aurora Ramazzotti, Daniele Piervincenzi e Luca Calvani nel ruolo di inviati;
- Selvaggia Lucarelli nel ruolo di opinionista con una rubrica sull'attualità;
- Edoardo Stoppa con la rubrica Stopp...A, in cui tratta tematiche relative al benessere del pianeta e al mondo animale;
- Giovanni Ciacci, co-protagonista del segmento di cronaca rosa con le sue "pagelle" sugli outfit dei VIP.

Dal 10 agosto 2020 la seconda parte viene identificata con il sottotitolo Dopo il TG, dicitura presente anche sotto il logo del programma. Dal 17 al 28 agosto 2020, nella seconda parte del programma dopo lo spazio #TrendTopic, viene proposto il gioco telefonico a premi Ti rifaccio la faccia. Dal 7 settembre 2020, l'inizio del programma viene anticipato alle 9:45. Dal 23 novembre, nel segmento Dopo il TG, è presente in studio una postazione social gestita dall'attore Andrea Carpinteri.
Il 14 dicembre TV8 annuncia tramite un comunicato stampa che il programma, dopo la pausa per le festività natalizie, tornerà dal 18 gennaio 2021 con una nuova formula, abbandonando l'informazione e dando spazio solo all'intrattenimento, finora racchiuso nel segmento Dopo il TG, pur non modificando la sua durata. Con tale cambio Alessio Viola, che conduceva la parte giornalistica del programma, lascia la conduzione che rimane alla sola Adriana Volpe. Contestualmente uscirà dal gruppo autoriale anche Alessandro Banfi, capo progetto del programma, mentre il cast è così composto:
- Giovanni Ciacci - rubriche di moda
- La Mario (Mariolina Simone) - opinionista
- Serena Garitta - inviata
- Debora Villa - Opinionista - Comicità
- Lorenzo Farina - postazione social
- Cristiano Pasca - attualità
- Daniele Piervincenzi - reportage
- Luca Calvani - invitato
- Andrea Carpinteri - inviato
- I Sansoni (Fabrizio e Federico Sansone) - comicità

Il 12 febbraio 2021 Giovanni Ciacci, co-protagonista di una rubrica, lascia in diretta il programma, per poi tornare nelle puntate successive.
Il 24 marzo, sulla sua pagina Instagram, Adriana Volpe annuncia che, a partire dal 6 aprile, il programma ridurrà la propria durata, terminando alle 12:00 e non più alle 14:10; questa riduzione è dovuta ai bassi ascolti registrati dal programma, per cui viene cancellato il segmento Dopo il TG in onda subito dopo il TG8.
Il programma si conclude definitivamente il 25 giugno 2021, non venendo più riconfermato a causa dei bassi ascolti, i quali viaggiavano al di sotto della soglia del 1% di share, registrati nel corso dell'intero periodo di messa in onda, e per il passaggio della Volpe a Mediaset, come opinionista del Grande Fratello VIP.

## Edizioni
| Edizione | Anno | Conduzione    | Conduzione    | Periodo         | Periodo          | Puntate | Studio                         |
| Edizione | Anno | Conduzione    | Conduzione    | Inizio          | Fine             | Puntate | Studio                         |
| -------- | ---- | ------------- | ------------- | --------------- | ---------------- | ------- | ------------------------------ |
| 1ª       | 2020 | Alessio Viola | Adriana Volpe | 29 giugno 2020  | 18 dicembre 2020 | 124     | Studio 2 Sky Italia a Rogoredo |
| 2ª       | 2021 | Adriana Volpe | Adriana Volpe | 18 gennaio 2021 | 25 giugno 2021   | 113     | Studio 2 Sky Italia a Rogoredo |

## Fatti rilevanti
- Nella puntata del 6 luglio 2020, Adriana Volpe si lasciò andare ad una gag con rimando ad un alterco avuto pochi anni prima con Giancarlo Magalli durante I fatti vostri. La conduttrice, in apertura di puntata, volle fare gli auguri di compleanno ad Alessio Viola: "Buongiorno Alessio. Allora, oggi è il 6 luglio ed è una giornata un po' particolare [...] ma soprattutto oggi è il compleanno di Alessio. Auguri! [...] Tu festeggi 45 anni, che bello!". Il giornalista prese così la parola per "rimproverare" scherzosamente la collega, ricordando (senza mai nominarlo) lo scontro con Magalli: "Ma che hai detto il numero? [...] Ma un'altra volta? Ma ci sei ricascata. Ma che dici l'età? Madonna! [...] Già una volta hai fatto un casino".[12]
- Il 7 luglio 2020, Giancarlo Magalli pubblicò sulla sua pagina Facebook un'immagine con su scritto 0,9% e la emoticon che invita al silenzio: il riferimento è allo share registrato il giorno prima dal programma di TV8 (la puntata, vista 79.000 spettatori, fu la meno seguita dall'inizio del programma). E continua "Chi deve capire capisce. [...] Non sto gioendo, dico solo che forse sarebbe meglio star zitta".[13] Il giorno successivo la conduttrice replicò all'ex collega riguardo al post di quest'ultimo su Facebook, poi rimosso, dicendo: "Caro Giancarlo, questo gesto (di stare zitta) non me lo fai, perché hai provato tanti anni a farmi star zitta, non ci sei mai riuscito e non ci riuscirai neanche oggi. Io sto vivendo questa bellissima avventura insieme a una squadra e a una rete che stimo e una squadra in cui credo. E tu caro Giancarlo, con questo gesto, sempre a voler zittire, dimostri di non avere rispetto delle persone e di non avere rispetto delle donne. E questo non te lo permetto".[14]
- Nella puntata del 30 luglio 2020, durante lo spazio delle interviste in cui era ospite, Vittorio Sgarbi ebbe un'accesa discussione con Alessio Poeta, altro ospite del programma; il critico d'arte lo apostrofò con parole pesanti anche sulla sessualità di quest'ultimo. La lite scoppiò dopo un'affermazione di Sgarbi sui pari diritti tra uomo e donna.[15]
- Nella puntata del 25 gennaio 2021, in apertura del programma, Adriana Volpe si scusò con la giornalista del Corriere della Sera Costanza Rizzacasa d'Orsogna per quanto avvenuto nella puntata del 21, dopo la messa in onda di un servizio in seguito al quale la giornalista si sarebbe detta offesa.[16]